# Bergþór Ólason

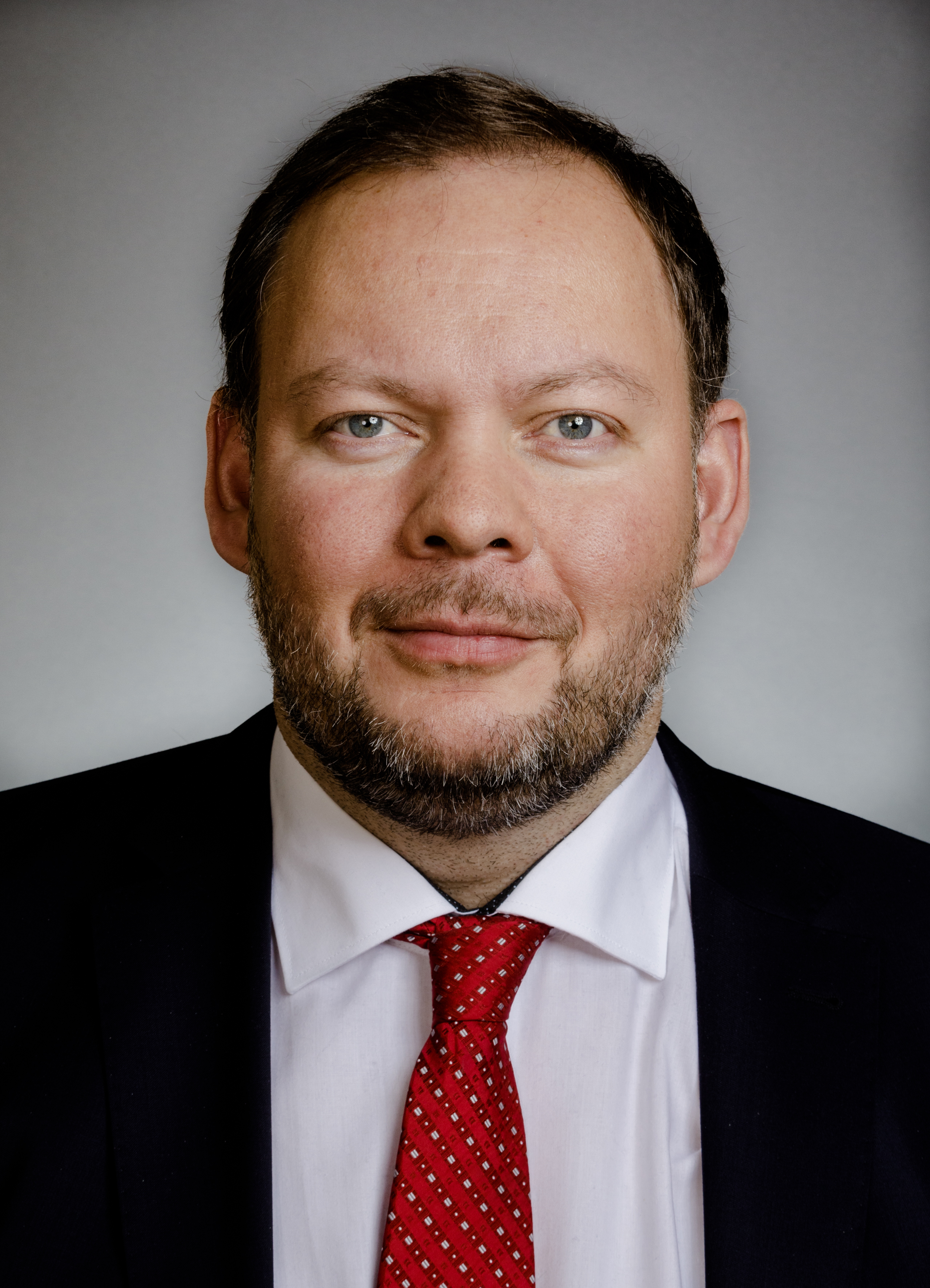
Bergþór Ólason, 2021

Bergþór Ólason (deutsche Transkription Bergthor Olason, * 26. September 1975 in Akranes) ist ein isländischer Politiker der Zentrumspartei, der früher der Unabhängigkeitspartei angehörte.

## Leben
Bergþór Ólason hat einen Bachelor in Betriebswirtschaftslehre von der Universität Island und studierte Management an der Manchester Business School. Von 2003 bis 2006 war er als Assistent des damaligen isländischen Verkehrsministers Sturla Böðvarsson tätig. Er gehörte dem Vorstand verschiedener Unternehmen und Institutionen an. Als Mitglied der Unabhängigkeitspartei war er Kandidat bei den Parlamentswahlen 2007 und 2009.
Bei der Parlamentswahl vom 28. Oktober 2017 wurde Bergþór Ólason als Kandidat der Zentrumspartei für den Nordwestlichen Wahlkreis ins isländische Parlament Althing gewählt. Mit Stand vom Dezember 2018 ist er stellvertretender Fraktionsvorsitzender der Zentrumspartei, Vorsitzender des parlamentarischen Ausschusses für Umwelt und Verkehrswege sowie Mitglied der isländischen Delegation in der Parlamentarischen Versammlung des Europarats.
Infolge der Klaustur-Affäre Ende November 2018 ließ sich Bergþór Ólason bis auf weiteres unbezahlt von der Tätigkeit im Althing beurlauben; in der Zwischenzeit amtierte Jón Þór Þorvaldsson als Ersatzmann. Am 24. Januar 2019 kehrte Bergþór ins Parlament zurück.